# 司馬毅
司马毅（3世纪—311年），西晋宗室，司马懿六弟司馬進曾孙，司马睦之孙，司馬蔚的儿子。
司马蔚去世在司马睦之前，元康元年（291年），司马睦去世，司馬毅封高阳王（治所在今河北省蠡县南十五里）。拜散骑侍郎，永嘉五年（311年）四月与东海世子司馬毗及宗室四十七王一起被石勒俘虏。直到东晋末年，晋安帝以司马毅再从弟司马无忌的曾孙司馬文深出继司马毅，袭封高阳王。
| 前任： 司马睦 | 晋朝高阳王 292年－311年 | 繼任： 司馬文深 |